# ロール・オーバー・ベートーヴェン
「ロール・オーバー・ベートーヴェン」（Roll Over Beethoven）は、チャック・ベリーの楽曲である。1956年にチェス・レコードよりシングル盤として発売され、B面には「ドリフティング・ハート」 (Drifting Heart) が収録された。楽曲の発表後、ビートルズやエレクトリック・ライト・オーケストラらによってカバーされた。『ローリング・ストーン』誌の「The 500 Greatest Songs of All Time」では第97位にランクインした。

## 歌詞・インスピレーション
『ローリング・ストーン』誌や『オールミュージック』のカブ・コーダによると、ベリーがポピュラー音楽を演奏したい時に、姉のルーシーがいつも自宅のピアノでクラシック音楽を演奏していたことが本作のインスピレーションとなっているとのこと。本作は、姉にピアノを独占されていた悔しさを歌った楽曲で、ベリーは自伝の中で「ルートヴィヒ・ヴァン・ベートーヴェンではなく、ルーシーに文句を言いたかったんだ」と語っている。
歌詞の中には、ベートーヴェンと同じくクラシック作曲家であるピョートル・チャイコフスキーの名前が登場している。歌詞中の「Don't you step on my blue suede shoes（俺のブルー・スウェード・シューズを踏むなよ）」というフレーズは、カール・パーキンスの「ブルー・スエード・シューズ」からの引用で、「Reel and rock」というフレーズは、かねてよりブルースで使用されているもの。
ヒューイ・"ピアノ"・スミスは、この曲の歌詞の中の一節、「I got the rocking pneumonia. I need a shot of rhythm-and-blues」 (俺はロッキン肺炎にかかってしまった。リズム・アンド・ブルースの注射を打たなければ)にインスピレーションを受け、翌1957年に「ロッキング・ニューモニア・アンド・ザ・ブギウギ・フルー」をリリースし、ヒットさせている。

## レコーディング
「ロール・オーバー・ベートーヴェン」のレコーディングは、1956年4月16日にイリノイ州シカゴで行なわれ、プロデュースはレナード・チェスとフィル・チェスが手がけた。
演奏者は、以下のようになっている。
- チャック・ベリー - ボーカル、ギター
- ウィリー・ディクスン - ベース
- ジョニー・ジョンソン - ピアノ
- フレッド・ビロウ（英語版） - ドラムス

## チャート成績（チャック・ベリー版）
| チャート (1956年)                 | 最高位 |
| --------------------------------- | ------ |
| US Billboard Top 100              | 29     |
| US R&B Chart (Billboard)          | 7      |
| 西ドイツ (Official German Charts) | 31     |

## リリース・文化的影響
「ロール・オーバー・ベートーヴェン」は、1956年5月にチェス・レコードからシングル盤として発売され、B面には「ドリフティング・ハート」が収録された。シングル盤は、Billboard Top 100では最高位29位、R&Bチャートでは最高位7位を記録した。その後、『ツイスト』や『ザ・チェス・ボックス』などのコンピレーション・アルバムに収録された。
『ローリング・ストーン』誌の「The 500 Greatest Songs of All Time」では第97位にランクインし、同誌は「新しい時代を宣言する究極のロックンロール・コールとなった」と評している。

## カバー・バージョン
「ロール・オーバー・ベートーヴェン」は、ポピュラー音楽の中で最も広くカバーされている楽曲の1つであり、コーダは「ロックンロール・バンドの定番」としている。

### ビートルズ
「ロール・オーバー・ベートーヴェン」は、ビートルズのメンバーのお気に入りの楽曲の1つで、活動初期より演奏していた。1963年7月30日にEMIレコーディング・スタジオのスタジオ2で、「ロール・オーバー・ベートーヴェン」のカバー・バージョンのレコーディングが行なわれ、ジョージ・ハリスンがボーカルを務めた。5テイク録音した後、ギターソロ、ハンドクラップ、ハリスンの2本目のリード・ボーカルを2回オーバー・ダビングした。同日に録音したテイクのうち、テイク8はメンバー全員で曲の最後のコードを演奏しているところを編集したものとなっている。このカバー・バージョンは、イギリスでは同年に発売された2作目のイギリス盤公式オリジナル・アルバム『ウィズ・ザ・ビートルズ』に収録され、アメリカでは1964年4月10日に発売された『ザ・ビートルズ・セカンド・アルバム』にオープニング・トラックとして収録された。
イギリスやアメリカではシングル・カットされていないが、カナダではキャピトル・レコードから発売されたシングル盤『プリーズ・ミスター・ポストマン』のB面に収録され、アメリカのBillboard Hot 100で最高位68位、Cash Box Singlesチャートで最高位30位、スウェーデンのKvallstoppenチャートで最高位11位を記録した。日本ではシングル盤『ツイスト・アンド・シャウト』のB面に収録された。
1994年に発売された『ザ・ビートルズ・ライヴ!! アット・ザ・BBC』には、1964年2月28日にBBCラジオ『From Us To Say The Beatles』用に録音され、同年3月30日に放送された演奏が収録されている。また、1977年に発売された『ザ・ビートルズ・スーパー・ライヴ!』には1964年8月23日のハリウッド・ボウル公演でのライブ音源、1995年に発売された『ザ・ビートルズ・アンソロジー1』には1963年のストックホルム公演でのライブ音源が収録されている。

#### クレジット（ビートルズ版）
※出典
- ジョージ・ハリスン - ダブルトラックのボーカル、リードギター、ハンドクラップ（英語版）
- ジョン・レノン - リズムギター、ハンドクラップ
- ポール・マッカートニー - ベース、ハンドクラップ
- リンゴ・スター - ドラムス、ハンドクラップ

#### チャート成績（ビートルズ版）
| チャート (1964年)                 | 最高位 |
| --------------------------------- | ------ |
| ベルギー (Ultratop 50 Wallonia)   | 43     |
| ノルウェー (VG-lista)             | 2      |
| スウェーデン (Kvallstoppen)       | 11     |
| US Billboard Hot 100              | 68     |
| US Cash Box Singles               | 30     |
| 西ドイツ (Official German Charts) | 31     |

### エレクトリック・ライト・オーケストラ
エレクトリック・ライト・オーケストラは、1973年に発売したオリジナル・アルバム『ELO2』に、「ロール・オーバー・ベートーヴェン」のカバー・バージョンを収録した。エレクトリック・ライト・オーケストラによるカバー・バージョンは、チャック・ベリーの原曲のトレードマークとなっている12小節のロックンロール調のリフや、ベートーヴェンの「交響曲第5番」の冒頭部分が盛り込まれている。1973年1月にバンドの2作目のシングルとして発売され、全英シングルチャートで最高位6位、Billboard Hot 100で最高位42位を記録した。
シカゴのAMラジオ放送局であるWLSでは複数回放送されており、同局は「ロール・オーバー・ベートーヴェン」を1973年に89番目に人気のあるヒット曲としてランク付けし、2週連続で8位を記録した。競合局となるWMVPでは6位を記録した。

#### チャート成績（エレクトリック・ライト・オーケストラ版）
| チャート (1973年)                  | 最高位 |
| ---------------------------------- | ------ |
| オーストラリア (Kent Music Report) | 42     |
| ベルギー (Ultratop 50 Flanders)    | 24     |
| ベルギー (Ultratop 50 Wallonia)    | 10     |
| Canada Top Singles (RPM)           | 19     |
| ドイツ (GfK Entertainment charts)  | 22     |
| ノルウェー (VG-lista)              | 19     |
| UK シングルス (OCC)                | 6      |
| US Billboard Hot 100               | 42     |
| US Cash Box Top 100                | 48     |
| US Record World                    | 31     |

| チャート（1973年）              | 順位 |
| ------------------------------- | ---- |
| Top 100 Singles (RPM)           | 167  |
| US (Joel Whitburn's Pop Annual) | 250  |

### その他
- 内田裕也 - 1964年7月に東芝音楽工業から発売されたシングル『ラスベガス万才』のB面。表記は「ロール・オーバー・ベートーベン」。訳詞:安井かずみ、編曲:寺内タケシ。
- マウンテン - 『悪の華』（1971年）と『異邦の薫り』（1974年）にライブ録音を収録。表記は「ベートーヴェンをぶっ飛ばせ」。
- アイアン・メイデン - バンドのローディーであるビック・ヴェラによる独自の歌詞を加え、タイトルを「ロール・オーバー・ビック・ヴェラ」（Roll Over Vic Vella）に改題してカバー。1992年に発売されたシングル『フロム・ヒア・トゥ・エタニティ（英語版）』に収録[41]。
- ナルベル・フェルツ（英語版） - 1982年にシングル盤として発売。『ビルボード』誌のHot Country Singlesチャートで最高位64位を記録[42]。
- 王様 - 2005年に発売されたアルバム『カブシムシ外伝』に収録。独自の日本語詞によるカバーで、タイトルも「踊るベートーヴェン」となっている[43]。